# Hendrick Avercamp
Hendrick Avercamp (Amsterdã, 27 de janeiro de 1585 — Kampen, 15 de maio de 1634) foi um pintor neerlandês.
Avercamp nasceu em Amsterdã, onde estudou com o pintor dinamarquês Pieter Isaacsz (1569-1625), mas aos 23 anos (1608) ele se muda para a pequena cidade de Kampen, na província de Overijssel, onde desenvolve posteriormente os seus trabalhos. Avercamp era mudo (e provavelmente surdo) e isso fica explícito no título de sua obra "de Stomme van Kampen" (O mudo de Kampen).
Foi um dos primeiros pintores paisagísticos holandês do século XVII, especializado em paisagens do inverno holandês. Suas pinturas são coloridas e vívidas, com pessoas cuidadosamente trabalhadas na paisagem. Muito de seus trabalhos retratam pessoas esquiando em lagos congelados.
| {{{caption}}}                       |
| Aproveitando o gelo perto da cidade |

| {{{caption}}}               |
| Cena de inverno em um canal |

| {{{caption}}}                       |
| Paisagem de inverno com patinadores |